# Enneapterygius signicauda
Enneapterygius signicauda es una especie de pez de la familia Tripterygiidae en el orden de los Perciformes.

## Morfología
• Los machos pueden llegar alcanzar los 2,5 cm de longitud total.

## Hábitat
Es un pez de mar  y de clima tropical y que vive hasta los 11 m de profundidad.

## Distribución geográfica
Se encuentra en Vanuatu, Tonga y la Samoa Americana.